# Russell Hampton

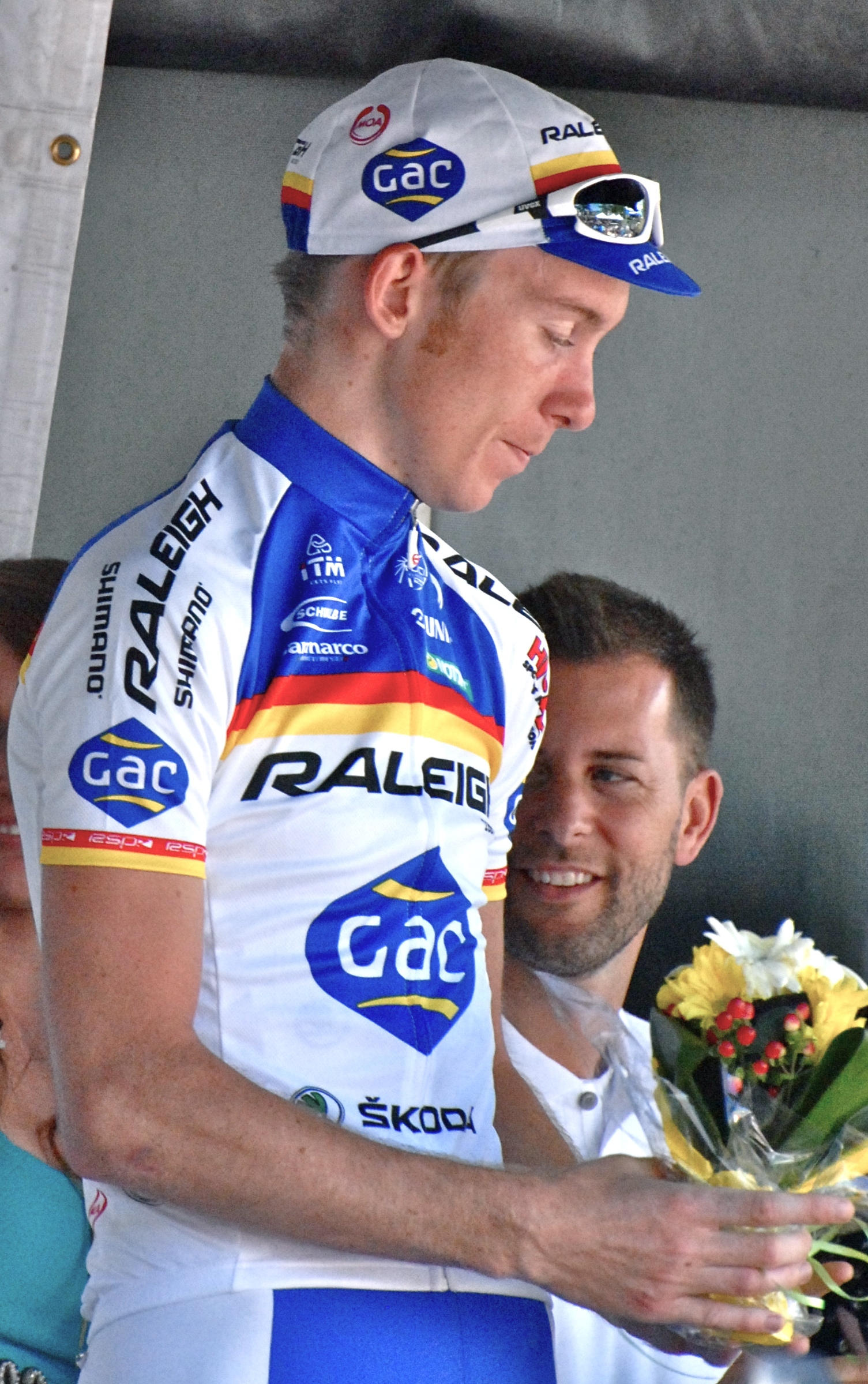
Russell Hampton bei der Tour de Beauce 2012

Russell Hampton (* 23. Februar 1988) ist ein britischer Radrennfahrer.
Als Juniorenfahrer Hampton wurde 2005 zwei Mal britischer Vizemeister, auf der Bahn in der Mannschaftsverfolgung  und auf der Straße im Einzelzeitfahren. Im nächsten Jahr wurde er nationaler Juniorenmeister im Straßenrennen.
Im Erwachsenenbereich gewann er beim Lauf des Bahnrad-Weltcup 2006/07 in Los Angeles das Scratchrace und wurde 2007 britischer Meister in der Mannschaftsverfolgung. Bei den britischen Straßenmeisterschaften wurde er 2011 Vierter im Einzelzeitfahren und 2012 Dritter im Straßenrennen.

## Erfolge
2006
- Britischer Meister – Straßenrennen (Junioren)

2007
- Weltcup Los Angeles – Scratch
- Britischer Meister – Mannschaftsverfolgung mit Jonathan Bellis, Steven Burke und Andrew Tennant

## Teams
- 2009 Magnus Maximus Coffee.com (ab 1. Juli)
- 2010 Team Sprocket
- 2011 Sigma Sport-Specialized
- 2012 Team Raleigh-GAC
- 2013 Team Raleigh